# قلعه تشی
 قلعه تشی  نام قلعه‌ای است در نزدیکی آتشکده کاریان در شهرستان جویم در استان فارس، این قلعه در ۱۰ کیلومتری روستای کاریان واقع شده‌است.
مستشرق «ویلیام استاک» که در سال ۱۲۹۹ هجری قمری از کاریان دیدن نموده‌است از این قلعه نیز نام برده‌است، وی چنین می‌نویسد: «آثار تاریخی فراوانی در شهرهای بنارویه و جویم و کاریان ، «مسجد جامع» و «مقبره پیرمنصور» در کوره ، «قلعه زیردژ» و «مسجد جامع هود» و «قلعه تشی» یکی از قلعه‌های مشهور این دیار است که از موقعیت سوق الجیشی خاصی برخوردار است.

## منبع
- تقوی، کرامت الله،  (جغرافیایی تاریخی کاریان) ، چاپ  زیتون سال ۱۳۸۷ خورشیدی، ناشر همسایه.